# Sankt Thomas am Blasenstein
Sankt Thomas am Blasenstein è un comune austriaco di 917 abitanti nel distretto di Perg, in Alta Austria; ha lo status di comune mercato (Marktgemeinde).